# Выборы главы Республики Ингушетия (2013)
Избрание президента Республики Ингушетия состоялось в Магасе 8 сентября 2013 года в единый день голосования путём голосования депутатов Народного собрания Республики Ингушетия V созыва под председательством Мухарбека Дидигова. Созыв Народного собрания был сформирован по итогам трёхуровневых выборов, состоявшихся 4 декабря 2011 года, и был представлен партиями «Единая Россия» (22 мандата), КПРФ (2 мандата), «Справедливая Россия» (2 мандата), «Правое дело» (1 мандат). Процедура избрания главы республики депутатами Народного собрания Ингушетии вместо прямых выборов жителями республики была принята в мае 2013 года этими же депутатами. Депутаты в количестве 27 человек голосовали по трём кандидатурам, внесённым в парламент президентом РФ В. В. Путиным: Юнус-Бек Евкуров, Урусхан Евлоев, Магомед Татриев. В ходе тайного голосования большинство получил Юнус-Бек Евкуров — 25 голосов, Урусхан Евлоев — 2 голоса, Магомед Татриев — 0 голосов.
По итогам голосования Юнус-Бек Евкуров был наделён полномочиями главы республики на следующие пять лет. 9 сентября 2013 года Евкуров, как вновь избранный глава Ингушетии, назначил Мухарбека Дидигова представителем в Совете Федерации правительства Ингушетии.

## Предшествующие события
В апреле 2002 года в ходе прямых выборов президентом Республики Ингушетия был избран Мурат Зязиков. Срок его полномочий составлял 4 года.
В 2004 году по инициативе президента России В. В. Путина избрание высших должностных лиц во всех субъектах Российской Федерации было изменено на назначение законодательными органами по представлению Президента России. Действующие главы субъектов Российской Федерации получили возможность обратиться к президенту с просьбой о переназначении. Конституционный суд в 2005 году подтвердил конституционность назначения глав субъектов Российской Федерации, фактически пересмотрев свою правовую позицию 10-летней давности.
15 июня 2005 года Народное Собрание Республики Ингушетия по представлению Президента России В. В. Путина наделило Мурата Зязикова полномочиями президента Республики Ингушетия ещё на 5 лет (за проголосовало 30 депутатов, один высказался против).
Однако через три года, 30 октября 2008 года, президент России Дмитрий Медведев подписал указ «О досрочном прекращении полномочий президента Республики Ингушетия», отправив тем самым Мурата Зязикова в отставку. Второй пункт указа президента РФ гласил: «Назначить Евкурова Юнус-Бека Баматгиреевича временно исполняющим обязанности президента Республики Ингушетия на период до вступления в должность лица, наделенного полномочиями президента Республики Ингушетия». На следующий день парламент Ингушетии наделил Юнус-Бека Евкурова полномочиями президента республики сроком на 5 лет. За кандидатуру Евкурова проголосовали 16 из 18 депутатов, присутствовавших на заседании, 1 высказался против, 1 бюллетень был признан недействительным.
В октябре 2010 года был принят закон о поправках в конституцию республики, согласно которому с 1 января 2011 года изменялось название высшего должностного лица Ингушетии с «президент Республики Ингушетия» на «глава Республики Ингушетия».
В мае 2012 года по инициативе президента России Дмитрия Медведева был принят федеральный закон, предусматривающий возвращение прямых выборов глав регионов. Закон вступил в силу 1 июня 2012 года. Согласно указанному закону первые выборы высших должностных лиц должны были состояться 14 октября 2012 года в тех субъектах Российской Федерации, где срок истечения полномочий действующих высших должностных лиц истекает с 1 июня по 31 декабря 2012 года.
Осенью 2012 года был принят закон о едином дне голосования, согласно которому выборы в России будут проводиться лишь один раз в году — во второе воскресенье сентября. Прежде региональные и местные выборы проходили два раза в год — в марте и октябре.

## Ход событий 2013 года

### Изменение процедуры избрания
2 апреля 2013 года, за пять месяцев до ожидавшихся выборов, президент России Владимир Путин подписал закон, согласно которому субъектам РФ предоставлялось право самостоятельно определять процедуру избрания высшего должностного лица. Регионы могли выбрать между всенародным голосованием на выборах губернатора или парламентским голосованием по кандидатурам, отобранным президентом России.
7 мая 2013 года депутаты Народного собрания Ингушетии проголосовали за отмену прямых всенародных выборов главы республики. За законопроект о внесении соответствующих поправок в Конституцию республики проголосовали 23 депутата Народного собрания Ингушетии, один депутат высказался против (всего в парламенте 27 депутатов). Ингушетия стала вторым субъектом РФ, после Дагестана, который заменил прямые выборы на голосование в парламенте.
Отмена прямых выборов вызвала протесты общественных организаций Ингушетии, которые были высказаны в мае 2013 года. Глава Ингушетии Юнус-Бек Евкуров заявил, что власти не допустят несанкционированных акций и будут жестко пресекать действия организаторов несанкционированных массовых акций. Евкуров пригрозил задерживать тех, «кто обещает волнения».

### Досрочная отставка главы республики
4 июля года Юнус-Бек Евкуров подал в отставку, хотя его полномочия как президент республики истекали лишь в октябре 2013 года. При этом он подтвердил намерение пойти на второй срок. Президента России Владимир Путин назначил Евкурова исполняющим обязанности главы республики до вступления в должность лица, избранного главой Республики Ингушетия.

### Принятие процедуры выдвижения и отбора кандидатов
12 июля 2013 года президент РФ Владимир Путин подписал указ, определяющий порядок внесения и рассмотрения предложений о кандидатурах на должность главы субъекта РФ.
- Кандидатов на должность главы Республики Ингушетия имели право выдвигать политические партии, представленные в Народном собрании Ингушетии, либо в Государственной думе РФ. Каждая партия могла предложить не больше трёх кандидатов. В качестве кандидатов не могут быть предложены лица, не имеющие права быть избранными президентом республики.
- Согласно положению партии вносят предложения о кандидатурах президенту России не позднее чем за 20 дней до истечения срока полномочий главы республики, а в случае досрочного прекращения полномочий — в срок, не превышающий 50 дней со дня отставки. Поскольку глава Ингушетии Евкуров подал в отставку 4 июля, то партии должны внести предложения о кандидатурах до 3 августа.
- Не позднее чем за 15 дней до внесения предложений о кандидатурах, партии были обязаны провести консультации. В ходе этих консультаций кандидатов могут предложить те партии, которые не представлены в Народном собрании, но имеют региональное отделение в республике. Они могут предложить кандидатов тем партиям, у которых было право представлять свои списки президенту. Срок подачи такого обращения истёк 8 июля. Согласно положению, если какая-либо партия не воспользовалась правом внести предложения о кандидатурах либо или внесла предложение о кандидатурах с нарушением требований, это не являются препятствием для рассмотрения Президентом России предложений о кандидатурах, внесённых другими политическими партиями. Предложения о кандидатурах, внесённые с нарушением требований, президентом не рассматриваются.
- Не позднее чем за 10 дней до внесения предложений о кандидатурах, партии были обязаны провести консультации с президентом РФ. По поручению президента проводить такие консультации может руководитель или иное должностное лицо Администрации президента. В середине июля 2013 года консультации с представителями партий провёл первый заместитель руководителя администрации президента России Вячеслав Володин[16].
- Не позднее чем за 20 дней до истечения срока полномочий главы Ингушетии, а в случае досрочного прекращения полномочий — в срок, не превышающий 50 дней со дня отставки, президент России рассматривает поступившие предложения о кандидатурах и вносит в Народное собрание Республики Ингушетия представление по трём кандидатам для избрания на должность главы республики. Поскольку глава Ингушетии Евкуров подал в отставку 4 июля, то президент Путин должен внести трёх кандидатов до 23 августа. Представленных кандидатов в Народном собрании представляет полномочный представитель в Северо-Кавказском федеральном округе Александр Хлопонин. После этого у каждого кандидата есть время, чтобы определиться с тройкой кандидатов в сенаторы от главы республики.

### Кандидаты
После отставки Евкурова свои кандидатуры на пост главы Ингушетии представили партии, имеющие фракции в Народном собрании Ингушетии: «Единая Россия», «Справедливая Россия», «Правое дело» и КПРФ, а также партия ЛДПР, имеющая фракцию в Государственной думе.
Партия «Единая Россия» предложила президенту две кандидатуры — врио главы республики Юнус-Бека Евкурова и заместителя председателя Народного собрания Республики Ингушетия Магомеда Татриева. КПРФ также выдвинула кандидатуру Евкурова, других кандидатов партия не предложила. «Справедливая Россия» предложила три кандидатуры — также Евкурова, главу регионального отделения партии Урусхана Евлоева и декана химико-биологического факультета Ингушского госуниверситета Тугана Точиева. «Правое дело» предложила три кандидатуры — также Евкурова, председателя своего республиканского отделения Шамсудина Мамилова и вице-президента Торгово-промышленной палаты Ингушетии Ахмеда Шадиева. У ЛДПР в Ингушетии (равно как и в Дагестане) нет фракции в Народном собрании. Как думская партия, она предложила на пост главы Ингушетии депутата Госдумы от либерал-демократов Александра Кропачёва.
19 августа Владимир Путин внёс в Народное собрание Республики Ингушетия три кандидатуры:
- врио главы республики Юнус-Бека Евкурова,
- председателя совета регионального отделения «Справедливой России» Урусхана Евлоева,
- заместителя председателя Народного собрания Магомеда Татриева.

### Назначение даты голосования
Предполагалось, что сроки избрания через голосование в парламенте связаны со сроком прекращения полномочий или временем досрочной отставки, и не должны быть увязаны с единым днем голосования 8 сентября 2013 года. В случае досрочного прекращения полномочий главы республики, президент России должен внести трёх кандидатов в законодательное собрание в течение 50 дней со дня досрочного прекращения полномочий. Поскольку глава Ингушетии Евкуров подал в отставку 4 июля, то президент Путин должен внести трёх кандидатов до 23 августа.
Голосование по избранию Главы Республики Ингушетия проводится депутатами Народного собрания по трем кандидатурам, представленным Президентом России в срок, не позднее 20 дней со дня внесения представления Президентом Российской Федерации.
29 августа Народное собрание Ингушетии назначило выборы главы республики на единый день голосования 8 сентября.

## Результаты
8 сентября 2013 года депутаты Народного собрания Республики Ингушетия V созыва в количестве 27 человек провели тайное голосование по трём кандидатурам, внесённым президентом РФ В. В. Путиным. Большинство получил Юнус-Бек Евкуров — 25 голосов, Урусхан Евлоев — 2 голоса, Магомед Татриев — 0 голосов.
| Место                        | Место                        | Кандидат                     | Партия                                                                               | Голосов | %      |
| ---------------------------- | ---------------------------- | ---------------------------- | ------------------------------------------------------------------------------------ | ------- | ------ |
|                              | 1.                           | Юнус-Бек Евкуров             | «Единая Россия», поддержан представитями «Справедливой России», «Правого дела», КПРФ | 25      | 92,6 % |
|                              | 2.                           | Урусхан Евлоев               | «Справедливая Россия»                                                                | 2       | 7,4 %  |
|                              | 3.                           | Магомеда Татриева            | «Единая Россия»                                                                      | 0       | 0 %    |
| Число голосовавших депутатов | Число голосовавших депутатов | Число голосовавших депутатов | Число голосовавших депутатов                                                         | 27      | 100 %  |